# Solanales
Solanales este un ordin de plante dicotiledonate, ce fac parte din  subclasa Asteridae. 

## Clasificare
- Convolvulaceae
- Hydroleaceae
- Montiniaceae
- Solanaceae
- Sphenocleaceae